# Наруто (танкер)
«Наруто» (Naruto) — судно, яке під час Другої японо-китайської та Другої Світової війн взяло участь в операціях японських збройних сил у Китаї, Індонезії, в операції при Мідвеї, в архіпелазі Бісмарка та на Соломонових островах.

## Передвоєнна історія
Танкер «Наруто» спорудили у 1924 році на верфі Yokosuka Navy Yard у Йокосуці для потреб Імперського флоту Японії. Враховуючи це, судно мало озброєння із двох 140-мм гармат та двох 80-мм зенітних гармат Type 3.
7 серпня 1937 року «Наруто» вийшов із Куре в межах підготовки операції із захоплення Тяньцзіню (Друга японо-китайська війна). На борту він мав гідролітаки 21-го морського розвідувального авіазагону, котрі доправив у Рьодзюн (колишній Порт-Артур) та передав гідроавіаносцю «Кінугаса-Мару».

## Операції у грудні 1941— травні 1942 року
На момент вступу Японії у Другу світову війну «Наруто» перебував на атолі Кваджалейн (Маршалові острови), звідки 20—28 грудня 1941 року здійснив перехід до Куре.
18 січня 1928 року танкер полишив Куре та 28 січня прибув до порту Давао (південне узбережжя філіппінського острова Мінданао). Невдовзі він перейшов дещо північніше та 4—7 лютого побував у Мако (важлива база японського ВМФ на Пескадорських островах у південній частині Тайванської протоки), після чого вирушив до Індонезії і 17 лютого досягнув Балікпапану (центр нафтопереробної промисловості на східному узбережжі Борнео). 25 лютого «Наруто» був вже біля Макасару (острів Сулавесі на протилежному від Балікпапану узбережжі Макасарської протоки), де провів заправку бойових кораблів, які готувалися до операції з висадки сході Яви. 26 лютого танкер покинув Макасар і 12 березня повернувся до Японії.
24 березня «Наруто» вийшов із Куре та ще до кінця місяця прибув на Філіппіни до затоки Субік-Бей, де провадив бункерування кораблів паливом. 4 квітня танкер вирушив на північ, 7—8 квітня побував у Мако, а 13 квітня повернувся до Куре.
20—21 квітня «Наруто» перейшов до острова Аогошима (острови Ідзу на південь від Токійської затоки), де провів бункерування 5-ї дивізії крейсерів, а 23 квітня знову прибув до Куре.
Протягом травня танкер здійснив кілька рейсів між Куре та Канокавою, Хіро і Хашираджимою.

## Битва при Мідвеї
29 травня 1942 року «Наруто» та ще один танкер «Тоєй-Мару» вийшли із затоки Сукумо у складі загону кораблів, котрий налічував 3 лінкори, ескортний авіаносець, 2 гідроавіаносці, легкий крейсер та 9 есмінців. Загін попрямував до Мідвею, проте тримався за 600 миль позаду ударного авіаносного з'єднання, завдяки чому не мав бойових зіткнень з американцями.
Знищення японського авіаносного з'єднання призвело до скасування операції при Мідвеї, і 14 червня зазначений вище загін повернувся до Хашираджими.

## Служба на Соломонових островах
Станом на початок жовтня 1942 року «Наруто» перебував на якірній стоянці Шортленд — прикритій групою невеликих островів Шортленд акваторії біля південного завершення острова Бугенвіль, де зазвичай відстоювалися легкі бойові кораблі та перевалювалися вантажі для подальшої відправки далі на схід Соломонових островів (на той час вже майже два місяці тривала важка битва за острів Гуадалканал).
З 1 по 7 жовтня танкер здійснив рейс до Рабаула (головна передова база японців в архіпелазі Бісмарка, з якої провадились операції на Соломонових островах та сході Нової Гвінеї) та назад.
8 жовтня «Наруто» разом з іншим судном вирушили до Кавіенга (другої за значенням японської бази в архіпелазі Бісмарка, розташованої на північному завершенні острова Нова Ірландія). До Кієти на східному узбережжі Бугенвіля їх супроводжував мінний загороджувач «Вакатака», а потім нетривалий час ескорт провадив тральщик W-22. 9 жовтня судна прибули до пункту призначення. У Кавіенгу танкер провів бункерування ряду кораблів, а до початку листопада опинився на Труку (Чууку).
1 листопада 1942 року «Наруто» разом зі ще двома суднами попрямував з Труку на Шортленд, при цьому до району за дві з половиною сотні кілометрів на північний схід від Кавіенгу їх ескортував есмінець «Юзукі».
12 листопада, перебуваючи на стоянці Шортленд, «Наруто» зазнав пошкоджень від атаки авіації союзників, після чого 13—30 листопада танкер перейшов через Палау (важливий транспортний хаб на заході Каролінських островів) до Куре.

## Рейси до архіпелагу Бісмарка
25 грудня 1942 року «Наруто» відбув із Куре, 10 січня 1943-го досягнув Трука, а 13—17 січня прослідував до Кавіенга.
На початку травня 1943 року танкер перебував у Рабаулі, звідки вирушив на Трук, а з 10 по 21 травня прослідував до Йокосуки.
Уже 15 червня «Наруто» знову перебував у Рабаулі, де до початку 1944 року провадив бункерування кораблів.
12 жовтня «Наруто» зазнав пошкоджень під час масованого нальоту авіації на Рабаул, у якому взяли участь 349 літаків. При цьому на танкері загинув його командир.
14 січня 1944 року під час авіаатаки на Рабаул «Наруто» отримав тяжкі пошкодження. 24 січня танкер отримав додаткові пошкодженні під час чергового авіаудару. 2 березня 1944 року при нальоті «Наруто» отримав влучання ще однією бомбою, яка потрапила у машинне відділення та призвела до загибелі всієї машинної команди. Танкер сів на ґрунт неподалік від берега. Паливо з нього було перекачане до наземного сховища, яке пізніше також стало об'єктом для атаки авіації та було знищене. 13 березня «Наруто» зазнав нових пошкоджень від удару бомбардувальників, а 15 березня був покинутий екіпажем та визнаний остаточною втратою.

## Післявоєнна доля
У середині вересня 1945 року, після капітуляції Японії та повернення Рабаула під контроль австралійців, рятувальне судно HMAS Cambrian Salvor почало роботи по підйому «Наруто». При цьому до операції залучили 140 японських військовополонених та колишній японський рятувальний буксир Хозу. З «Наруто» вивантажили вугілля із паливного бункера та закрили пробоїни. 13 жовтня танкер поставили на плав та відбуксирували до внутрішньої гавані Рабаула.
Австралійські ВМС збирались використовувати танкер для власних потреб, проте проведена до кінця жовтня інспекція виявила суттєві пошкодження у підводній частині, після чого судно повернули до зовнішньої гавані та посадили на мілину.
У 1956 році японська компанія Okadigumi Salvage отримала дозвіл на підйом суден в районі Рабаула. Роботи почались у 1957 році, а наступного року «Наруто» підняли та, завантаживши ломом від інших суден, відвели на буксирі до Сінгапуру для переробки.